# Wikipedra
Wikipedra és un portal web sobre les construccions fetes amb pedra seca a Catalunya. El portal permet als usuaris inventariar, catalogar i consultar el patrimoni de pedra seca a Catalunya. Va ser desenvolupat per l'Observatori del Paisatge de Catalunya en col·laboració amb l'Associació Drac Verd de Sitges. El projecte es va iniciar l'any 2011 com a resposta a la pèrdua d'aquest patrimoni, principalment per l'abandonament progressiu de l'agricultura i la ramaderia. Gràcies a la implicació d'ADRINOC (Associació per al Desenvolupament Rural Integral de la Zona Nord-Est de Catalunya), a través del projecte de cooperació Col·labora X Paisatge, l'any 2017 es va posar en marxa una app mòbil anomenada “Pedra Seca”. A través d'aquest projecte 2.0 l'usuari pot accedir a través de mapes, fotografies i fitxes al patrimoni de les barraques, i, alhora, pot introduir al web la localització de noves barraques i cabanes de pedra seca. L'objectiu és recollir informació, permanentment actualitzada, del màxim nombre possible d'aquestes construccions.
La dimensió d'aquest projecte participatiu aplega més de 514 persones col·laboradores i 30.928 construccions de pedra seca inventariades des de l'any 2011.
L'any 2022 la Comissió Europea i la Federació Paneuropea per al Patrimoni Europeu Europa Nostra van atorgar a 'Wikipedra' el Premi de la Unió Europea de Patrimoni Cultural, l'anomenat "European Heritage Award" o "Premi Europa Nostra".